# 서부의 아가씨

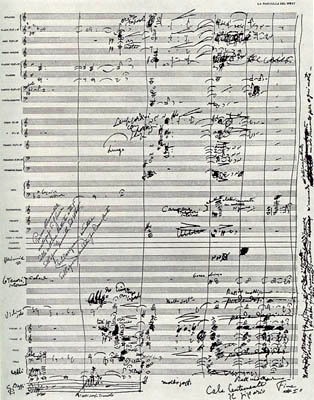

서부의 아가씨(이탈리아어: La Fanciulla del West)은 자코모 푸치니가 작곡한 3막의 오페라이다. 데이비드 벨라스코의 황금 시대 서부의 아가씨(The Girl of the Golden West)를 기초로 구엘포 치비니니와 카를로 찬가리니가 이탈리아어 대본은 완성하였다. 1910년 12월 10일 뉴욕의 메트로폴리탄 오페라에서 초연되었다.

## 등장인물
미니 - 술집 폴카의 여주인, (소프라노)
잭 랜스 - 보안관, (바리톤)
라메레즈 - 도적으로 일명 딕 존슨, (테너)
닉 - 술집 폴카의 바텐더, (테너)
애시비 - 운송 회사 지배인 대리, (베이스)
빌리 잭래빗 - 인디언, (베이스)
워클 - 빌리의 아내, (메조소프라노)
호세 카스트로 - 존슨의 부하, (베이스)

## 줄거리
1850년경, 황금광 시대의 캘리포니아 광산
라판츌라는술집 여주인인 미니, 도적 두목임을 숨기고 그녀와 사랑에 빠진 딕 존슨, 연적인 보안관 잭 랜스의 삼각관계를 다룬다.

### 1막
술집 '폴카'

### 2막
미니의 오두막

### 3막
새벽의 숲속

## 유명한 아리아
- 자유의 몸이 되어 떠났다고 (Ch'ella creda libero e lontano : 존슨)
- "Laggiu nel Soledad" (미니)
- "Minnie, dalla mia casa" (랜스)
- "Or son sei mesi" (존슨)

## 참고 문헌
Hamilton, David, ed. (1987). The Metropolitan Opera Encyclopedia. New York: Simon & Schuster. ISBN 0-671-61732.

## 음악 듣기
- Creative Commons MP3 Recording